# Тахмасеби, Халил
Халил Тахмасеби (перс. خلیل طهماسبی‎; 14 февраля 1924 года, Иран — 21 января 1955 года, Тегеран), был плотником и членом иранской фундаменталистской группы «Федаины ислама» («Союз саможертвующих за ислам»), которая была охарактеризована как «первая шиитская исламистская организация, использовавшая терроризм как основной метод политической активности».
От имени группы «Федаины ислама» Халил Тахмасеби 7 марта 1951 года застрелил премьер-министра Хадж Али Размару. Он был задержан на месте преступления. Газета «The New York Times» охарактеризовала его как «религиозного фанатика».

## Ранние годы и становление
Халил Тахмасеби родился 14 февраля 1924 года в Тегеране в религиозной семье. Детство он провёл в старых кварталах города. Поощряемый отцом, начал обучение в школе, но завершил лишь пятый класс. После смерти отца, чтобы поддержать семью, он оставил учёбу и освоил профессию столяра под руководством старшего брата, вскоре став известным как мастер Халил.
Полученное в семье религиозное воспитание пробудило у него интерес к духовной литературе — он активно изучал Коран и «Нахдж аль-Балага». Эти занятия усилили его внимание к религиозным и политическим вопросам. Позднее он сблизился с религиозно-политическими кругами Тегерана, а после встречи с Наввабом Сефеви в доме аятоллы Кашани присоединился к организации «Федаины Ислама».

## Вступление Халила Тахмасеби в политику
В конце 1949 года в Иране произошли события, ставшие поворотным моментом в политической и социальной жизни страны. Они ознаменовали начало нового этапа, который привёл к формированию масштабного общественного движения — второго по значимости в Иране в XX веке после Конституционной революции. Именно в этот период началась активизация религиозно-политических кругов, к которым постепенно примкнул и Халил Тахмасеби.
Американский социолог Джон Форан описывает этот период следующим образом: в 1949 году в Иране состоялись выборы в Меджлис шестнадцатого созыва, которые сопровождались многочисленными спорами и обвинениями в фальсификациях. Оппоненты утверждали, что власти манипулировали результатами голосования, особенно в Тегеране. Вскоре после этого премьер-министр Абдолхоссейн Хаджир был застрелен Хоссейном Эмами — членом организации «Федаины Ислама». После повторных выборов в Тегеране в парламент прошла группа из восьми националистов во главе с Мохаммедом Мосаддыком. Несмотря на это, большинство мест в Меджлисе по-прежнему занимали представители консервативных кругов.
В 1950 году в Иране усилился экономический кризис: множество торговцев разорилось, а уровень безработицы достиг критической отметки. На этом фоне ранее созданные политические и религиозные группы укрепили свои позиции и активизировались в общественной жизни. Вопрос национализации нефтяной промышленности стал ключевым в национальной политике.
Большинство политических сил сходились во мнении, что англо-иранское нефтяное соглашение носит несправедливый характер, а Великобритания фактически присваивает природные ресурсы Ирана.
В условиях нарастающей нестабильности шах Мохаммед Реза Пехлеви назначил премьер-министром генерала Хадж Али Размару — известного своими пробританскими взглядами — с целью стабилизировать обстановку и сдержать оппозиционные силы. Однако это назначение вызвало резкое сопротивление со стороны политических и религиозных групп.
Национальный фронт расценил назначение Размары как «почти государственный переворот», а Мохаммед Мосаддык охарактеризовал его как попытку установить военную диктатуру. Организация «Федаины Ислама», одна из наиболее активных политических групп того времени, оперативно отреагировала на происходящее.
2 марта 1951 года её лидеры провели крупное собрание в тегеранской мечети Султан, где Сейед Абдолхосейн Вахеди выступил с жёсткой критикой Размары. Именно в этот период Халил Тахмасеби, недавно вступивший в ряды «Федаинов Ислама», начал активно участвовать в политической борьбе. Внимательно следя за выступлениями и позициями аятоллы Кашани, Навваба Сефеви и лидеров Национального фронта, он быстро утвердился как один из заметных членов организации.

## Движение за национализацию нефтяной промышленности и убийство Размары
Движение за национализацию нефтяной промышленности, укрепившееся благодаря союзу различных слоёв общества и широкой народной поддержке, в итоге переросло в острое противостояние между народом и шахским режимом, правительством и иностранными державами.
Позиция премьер-министра Хадж Али Размары — генерала армии режима Пехлеви и открытого сторонника британских интересов — вступала в прямое противоречие с чаяниями иранского общества. С первых дней своего премьерства он выступал против идеи национализации нефтяной промышленности. Защищая так называемое «дополнительное соглашение», Размара на одном из заседаний Меджлиса с пренебрежением заявил, что «иранский народ не способен управлять даже цементным заводом, не говоря уже о нефтяных предприятиях». Подобные заявления и политический курс Размары вызвали резкое недовольство среди оппозиционных сил и способствовали его убийству — акт, который радикальные группы, включая «Федаинов Ислама», рассматривали как политическое возмездие.
Несмотря на стремление Хадж Али Размары отстаивать интересы Великобритании в Иране, он старался не выражать открытой поддержки предложениям Англо-Иранской нефтяной компании, учитывая напряжённую политическую ситуацию. Однако за кулисами он вёл с ней переговоры. Его курс, направленный на сдерживание общественного давления и игнорирование народных требований, вызвал недовольство как среди населения, так и среди широкого круга политических и религиозных сил. Особенно резкую реакцию вызвала его позиция по вопросу национализации нефтяной промышленности, которую многие расценили как предательство национальных интересов. Именно это усилило призывы к его устранению со стороны радикальных групп.
Группа «Федаины Ислама» рассматривала Размару как серьёзное препятствие на пути народного движения. После того как он открыто выступил против национализации нефтяной промышленности, на двух ночных встречах представителей Национального фронта и лидеров «Федаинов Ислама» было принято решение, что Размара представляет угрозу для национальных и религиозных устремлений иранского народа. Ответственность за его устранение была возложена на Халила Тахмасеби, члена «Федаинов Ислама».
7 марта 1951 года Тахмасеби застрелил Размару у входа в мечеть. Позднее он объяснил свои мотивы следующим образом: 
«Хадж Али Размара, будучи начальником штаба армии, спровоцировал конфликт в Азербайджане, заставив мусульман воевать друг с другом. Во время своего премьерства, вопреки воле народа и законам ислама, он унизил иранскую нацию перед иностранцами — будь то Россия, Великобритания или Америка, — заявив, что иранцы не способны управлять даже цементным заводом. Нефть принадлежит народу Ирана, и от чьего имени он говорит, что мы не можем её добывать? Я пришёл к выводу, что он предатель и враг родины, и решил устранить его, чтобы избавить мусульман от его зла»
.
После убийства Размары путь к национализации нефтяной промышленности оказался открыт. Уже на следующий день, 8 марта 1951 года, парламентская нефтяная комиссия одобрила предложение о национализации. Национальный совет, который ранее, 26 июня 1950 года, поддержал Размару большинством голосов (94 из 104 присутствующих) и находился под давлением со стороны шаха, 15 марта 1951 года — спустя восемь дней после убийства премьер-министра — единогласно принял закон о национализации нефтяной промышленности по всей территории страны.

## Арест Тахмасеби и амнистия
Халил Тахмасеби был арестован сразу после убийства премьер-министра, в котором он признался, убедившись, что Хадж Али Размара действительно мёртв. Вскоре правительство объявило о проведении суда над ним. Однако с этого момента начались активные усилия со стороны народных, национальных и религиозных групп, направленные на оправдание и освобождение Тахмасеби. Существенную поддержку ему оказал аятолла Кашани, который в интервью прессе прямо заявил: 
«Убийца Размары должен быть освобождён, поскольку его действие было совершено во имя служения иранскому народу и его мусульманским братьям. На самом деле приговор Размаре вынес народ, а Халил Тахмасеби лишь исполнил волю нации»
.
Кроме того, 7 августа 1952 года, когда Национальный фронт достиг вершины своего влияния в Меджлисе, в день избрания аятоллы Кашани председателем парламента и в период премьерства Мохаммеда Мосаддыка, тридцать депутатов подготовили законопроект об амнистии Халила Тахмасеби в виде единого положения. В нём говорилось: «Поскольку предательство Хадж Али Размары и его поддержка иностранных интересов в отношении иранского народа доказаны, даже если предположить, что убийцей был Халил Тахмасеби, он признаётся невиновным от имени народа Ирана и подлежит оправданию». Этот закон был подписан шахом 10 ноября 1952 года, после чего Тахмасеби был освобождён из тюрьмы и встречен с широкой народной поддержкой.

## Повторный арест и казнь
После освобождения из тюрьмы Халил Тахмасеби продолжил сотрудничать с «Федаинами Ислама» и участвовал в их деятельности вместе с Наввабом Сефеви до конца своей жизни. 17 декабря 1955 года, после неудачного покушения на Хусейна Ала, совершённого одним из членов «Федаинов Ислама» (Мозаффаром Золькадром), Тахмасеби был объявлен в розыск, арестован и заключён под стражу. В ходе судебного процесса 15 января 1956 года он, вместе с другими лидерами «Федаинов Ислама», включая Навваба Сефеви, был приговорён к смертной казни. Приговор был приведён в исполнение 17 января 1956 года, о чём сообщили по радио Тегерана. Тахмасеби, которому было 30 лет, был расстрелян.